# UTV Ignition Entertainment
UTV Ignition Entertainment Ltd. es una distribuidora de videojuegos británica formada el 26 de septiembre de 2001. Fue creada por una pequeña selección de desarrolladores de videojuegos y distribuidores, como 'Awesome Studios' de Archer MacLean. En el 2007, la compañía fue adquirida por el conglomerado mediático indio UTV Software Communications que abrió dos nuevas ramas: Ignition Tokyo en Japón e Ignition Florida en los Estados Unidos.

## Historia
Actualmente enfocada en la distribución de juegos para PlayStation Portable (PSP) y Nintendo DS, la compañía hasta hace muy poco solo distribuía una pequeña selección de títulos para Game Boy Advance: Pool Paradise de Awesome Studios al igual que el juego para Nintendo DS Zoo Keeper. La compañía también ha distribuido toda la línea de SNK en Europa la cual incluye la serie de vijeojuegosMetal Slug, la serie Samurai Shodown como la serie The King of Fighters. Comenzando el 2005, la compañía ha tenido muchos juegos en el horizonte, incluyendo Mercury, The King of Fighters Neowave y Pool Paradise International. La compañía ha adquirido recientemente los derechos del RPG Táctico Spectral Force Genesis. El juego saldrá al mercado en Norteamérica y Europa.
El 20 de abril de 2007, la compañía anunció su adquisición completa por UTV Software Communications, un conglomerado mediático establecido en la India.El 17 de diciembre de 2007, anunciaron la apertura de dos nuevos estudios de desarrollo: Ignition Florida e Ignition Tokyo. Se dice que ambos estudios están trabajando sobre una propiedad intelectual patentada para la próxima generación de consolas. Tokyo studio, compuesto de miembros formados de Clover Studios y Capcom, trabajan en el juego El Shaddai: Ascension of the Metatron. El 21 de abril de 2009, Ignition anunció que serían los distribuidores de Muramasa: The Demon Blade para la Wii en Norteamérica. El 22 de octubre, anunciaron que distribuirían Arc Rise Fantasia. Ignition Entertainment también ha distribuido The King of Fighters XII en Norteamérica y Europa para Xbox 360 y PlayStation 3 durante el Verano del 2009.
El 2 de noviembre de 2010, fuentes de UTV confirmaron el cierre del estudio de Florida. A los empleados se les dio la oportunidad de recolocarse en Texas o de encontrar otro trabajo. Este anuncio fue seguido de rumores por acoso sexual por un jefe Paul Steed y la mala gestión de fondos de la compañía. El título que estaban distribuyendo, Reich, solo tuvo completados 2 de 9 niveles mayormente por un coste de alrededor de 23 millones de dólares. A pesar de los contratiempos más importantes, la oficina de Londres continuará con unas miras más limitadas. Desarrollo filtrado de 'Reich' fue subido a YouTube más tarde por una fuente desconocida.

## Juegos distribuidos/desarrollados
PC
- Blacklight: Tango Down
- Reich
- ObsCure: The Aftermath
- Magical Drop V

PlayStation 2
- ObsCure: The Aftermath
- Mercury Meltdown
- Metal Slug 3

Xbox 360
- Deadly Premonition
- The King of Fighters XII
- Blacklight: Tango Down (XBLA)
- El Shaddai: Ascension of the Metatron
- Reich

PlayStation 3
- The King of Fighters XII
- Blacklight: Tango Down (PSN)
- El Shaddai: Ascension of the Metatron
- Reich

Wii
- Muramasa: The Demon Blade
- Arc Rise Fantasia
- Mercury Meltdown Revolution
- Metal Slug Anthology
- ObsCure: The Aftermath

PSP
- Archer Maclean's Mercury
- Mercury Meltdown

Nintendo DS
- Blue Dragon Plus
- Boing! Docomodake DS
- Lux-Pain
- Metal Slug 7
- Nostalgia
- New Zealand Story Revolution
- Spectral Force Genesis
- Teenage Zombies: Invasion of the Alien Brain Thingys!
- Tornado
- Zoo Keeper

Nintendo 3DS
- Fractured Soul: Deep Void
- Planet Crashers 3D